# Tarvasjõgi
Der Tarvasjõgi ist ein 24 km langer, linker Nebenfluss des Jänijõgi im Norden Estlands.
Er entspringt etwa 10 km westlich von Ambla, sein Einzugsgebiet umfasst 67,3 km². Er ist nicht sehr fischreich. Der Tarvasjõgi ist auch unter dem Namen Mõnuvere jõgi bekannt.